# Wissensrepräsentation
Wissensrepräsentation (englisch: knowledge representation) dient im Rahmen der Wissensmodellierung dazu, Wissen in  Wissensbasierten Systemen formal abzubilden. Dazu sind verschiedene formale Sprachen und Notationen vorgeschlagen worden. Eine Sammlung auf diese Weise repräsentierten Wissens wird als Wissensbasis oder Wissensbank bezeichnet; im Semantic Web ist formalisiertes Wissen verteilt abgelegt. Im Gegensatz zur Wissensrepräsentation liegt der Schwerpunkt bei der Wissensorganisation mehr auf der Ordnung bestehender Wissensbestände, die nicht selbst dargestellt, sondern durch Metadaten beschrieben werden.
Angewandt werden die Verfahren der Wissensrepräsentation unter anderem beim Bau von Expertensystemen, maschinellen Übersetzungsprogrammen, Systemen für computerunterstützte Wartung und Datenbankabfrageprogrammen.

## Techniken der Wissensrepräsentation
Es existieren verschiedene Systeme zur Wissensordnung und -repräsentation. Grob aufsteigend geordnet nach dem Grad ihrer Mächtigkeit sind dies:
1. Katalog, Glossar, Taxonomie (einfache Kontrollierte Vokabularien),
2. Klassifikation, Thesaurus (begrenzte Zahl von Relationen in der Regel ohne Vererbungsrelation),
3. Semantisches Netz, Ontologie, Frames, Produktionsregeln,
4. Axiomensystem, Prädikatenlogik sowie
5. mehrschichtige Erweiterte Semantische Netze (MultiNet).

Das zuletzt erwähnte MultiNet-Paradigma dient als Grundlage einer auch kommerziell eingesetzten Semantik-orientierten Sprachtechnologie.
Falls keine formale Repräsentation vorhanden oder möglich ist, müssen zur Vermittlung andere Methoden gefunden werden, zum Beispiel aus dem Bereich der Informationsvisualisierung.

## Kriterien für die Repräsentationsgüte
Wichtige Kriterien für die Wahl eines Wissensrepräsentationssystems sind:
Korrektheit
Wie wird korrekte Syntax und korrekte Semantik sichergestellt?
Adäquatheit/Expressivität/Mächtigkeit
Repräsentiert die Sprache die benötigten Ontologiebestandteile eindeutig und flexibel genug?
Effizienz
Wie effizient kann geschlussfolgert werden?
Komplexität
Wie steil ist die Lernkurve zur Wissensabbildung und der Wissensabfrage?
Übersetzbarkeit in andere Syntaxformate bzw. Sprachen